# Fülöp-szigeteki gébics
A Fülöp-szigeteki gébics vagy vastagcsőrű gébics (Lanius validirostris) a madarak osztályának verébalakúak (Passeriformes) rendjén belül a gébicsfélék (Laniidaee) családjába tartozó faj.

## Előfordulása
A Fülöp-szigetek területén honos.

## Alfajai
- Lanius validirostris validirostris Ogilvie-Grant, 1894
- Lanius validirostris hachisuka Ripley, 1949
- Lanius validirostris quartus
- Lanius validirostris tertius Salomonsen, 1953